# John Tovey
John Cronyn Tovey, I barone Tovey (Rochester, 7 marzo 1885 – Madera, 12 gennaio 1971), è stato un ammiraglio britannico.
Al comando della Home Fleet della Royal Navy nel 1941 durante la seconda guerra mondiale, dopo un lungo servizio nel teatro del Mediterraneo, ebbe il comando in mare, imbarcato sulla nuova corazzata King George V, delle forze britanniche durante la lunga e drammatica caccia alla Bismarck, riuscendo con tenacia e abilità, dopo l'iniziale sconfitta nello stretto di Danimarca della squadra da battaglia del viceammiraglio Holland, a danneggiare, raggiungere ed infine affondare la potente corazzata nemica.